# Heldmaschine
Heldmaschineは、ラムシュタインのカバーバンドVölkerballの並行プロジェクトとして、2008年にコブレンツで結成されたドイツのノイエ・ドイチェ・ヘァテ・バンドである。

## 概要
Heldmaschineは、2011年にラムシュタインのトリビュートバンド Völkerballの平行プロジェクトとして誕生しました。 2012年4月6日、バンド初の自主制作アルバムWeichen + Zunderがリリースされ、同月にはRadioaktivのミュージック・ビデオが公開された。 バンド自身の音楽は、当初はまだVölkerballというバンド名で配信されていたが、' 'Weichen + Zunderが追加されていた。VölkerballがRammsteinのカバーだけを演奏することを期待していたコンサート来場者からの苛立ちがあったため、2013年5月にVölkerballとしては異例の楽曲を「Heldmaschine」という名前で配信することを決定した 名前の変更に伴い、バンドのラインナップも変更されました。ティルマン・カーボウとアンドレアス・シャノウスキーの代わりに、シンガーのレネ・アンラフの弟であるマルコ・シュルテ（ベース）が加わりました。キーボーディストのポジションがなくなりました。バンドが解散した後、ロゴとバンド名を変更して再発売された。2013年5月には、Heldmaschineとして初のコンサートが行われた。2013年秋には、「Doktor」のミュージック・ビデオが公開された。HELDMASCHINE - Doktor (OFFICIAL VIDEO) (HD),
2014年3月28日、CD「Propaganda」を発売。地域の報道機関にとって、このバンドは新ドイツ・ハードコア・シーンの最大の新発見と見なされていた。 Heldmaschineは2014年、ミュンヘンのDark Munich FestivalやゲルゼンキルヒェンのBlackfield Festivalなどの主要な音楽フェスティバルに出演したほか、ドイツ各地でかなりの数の単独コンサートを行った。スイスではSubway to Sally、Unzucht、Saltatio Mortisと共にコンサートシリーズEisheilige Nächteに参加していた。。
2015年8月21日、スタジオアルバム「Lies」をリリース。2015年10月30日から12月5日まで、全21公演を行うLügen Tourが開催されました。Heldmaschineは2016年にRockharz Open Airに出演し、M'era Luna Festivalにも参加しました。また、2016年9月から12月中旬にかけて、ErdlingとMegaherzのERDWÄRTS TOUR 2016に同行しました。2016年9月4日、アルバム「Himmelskörper」を発売。2017年のヴァッケンオープンエアに出演した。年末にはHimmelskörper Herbsttour 2017と題して15回のコンサートを行った。ほとんどのコンサートでは、バンドMaerzfeldがサポートアクトとして出演した。年末には、12月29日にオーバーハウゼンでNacht Der Heldenをモットーとしたコンサートを行った。
2018年には、バンド初のライブアルバムとなる「Live und laut」をリリース。2018年2月までは、スタンコビッチの代わりにマルコ・ヴェッターがギターで伴奏していました。また、Haematomのサポートアクトとしても活動していました。2018年3月、HeldmaschineはMaerzfeldのサポートアクトとして出演しました。2018年9月、スタンコビッチが10月をもってバンドを脱退することが発表された。 彼の後任には、これまでスタンコヴィッチの代わりに何度もコンサートに立っていたオイゲン・レオンハルトが就任する。
2019年末には、5枚目のスタジオアルバム『Im Fadenkreuz』をリリース。

## バンドメンバー
2008年、ルネ・アンラウフ（※1972年5月23日)ピエール・ルネ・シュルテとして活動）によってバンドが結成された。 トビアス・カイザー（※1979年6月24日）、クロース・ハックリーデ（※1975年1月3日）、ダーク・ オエクセル、マルコ・ヴェッター、ティルマン・カーボウがバンドVölkerballを結成。ハックリーが脱退した後は、アンドレアス・シャノフスキー（※1988年3月25日）が新しいキーボーディストとして活躍した。ヴェッターは2013年にビョルン・ミュラー（※9月2日1976）と交代した。「Völkerball」と「Heldmaschine」という2つのバンド・プロジェクトを同じメンバーで運営しようと試みましたが、ティルマン・カーボウとビョルン・ミュラーはトリビュート・コンサート（「Völkerball」）にしか参加できませんでした。シンガーのルネ・アンラフ、ギタリストのトビアス・カイザー、ドラマーのダーク・ オエクセルのみが両プロジェクトのメンバーです。Heldmaschineからキーボーディストのポジションがなくなりました。そのため、アンドレアス・シャノウスキーは、アルバム「Propaganda」では2曲（Weiter!、Kreuzzug）しか演奏していない。
ルネ・アンラウフ氏は、レコーディングスタジオをフルタイムで運営しています。ドイツのロック・ポップス歌手Meike Anlauffと結婚しており、夫のプロジェクトでも時折ボーカルサポートを行っていた。。
マルコ・シュルテはルネ・アンラフの弟で、1973年10月22日に生まれた。コブレンツのModern Music School MMS GmbHで音楽教師をしている。
トビアス・カイザーは、ギター音楽を中心としたジャズやポピュラー音楽をマンハイム音楽舞台芸術大学で学んだ。また、モダンミュージックスクールの音楽講師としても活躍している すでにバンドの経験もあった。
ダーク・ オエクセルは子供の頃からドラマーとして活躍し、1997年にModern Music Schoolでディプロマを取得しました。1998年以降、オエクセルはこの音楽学校の様々な場所で講師として働き、2008年からはこの学校のコンセプトのフランチャイズとなり、コブレンツとエメルスハウゼンの拠点の責任者となっている。 Oechsleは、バンドFramelessのドラマーだった。
マルコ・ヴェッターはかつて「Völkerball」の創設メンバーであり、バンド「Heldmaschine」の結成時に転向している。2014年にはこのプロジェクトからも離脱。しかし、ベッターは代役として出場し続けている。彼の代わりにギタリストとして活躍したのが、デヤン・ディーン・スタンコヴィッチ（※3月13日）である。後者はRemagenの音楽学校で教えている。 ポップシンガーRoman Lobのために、アルバム『Changes』に収録されている曲Day by Dayを作曲した。ロブとスタンコビッチは、以前「Rooftop Kingdom」で何年も一緒にプレイしていた。スタンコヴィッチは、2013年に解散したバンドCocoonのギタリストで、現在は2014年に結成されたpost-hardcoreのギタリストとして、ヘルマスチンと共に活動している。2018年、スタンコビッチはHeldmaschineを脱退。彼の代わりにギターを担当したのは、オイゲン・レオンハルトだった。後者はマンハイムのPopakademieでギターを学び、2014年にMaster of Artsの学位を取得していた。現在は作曲家やギター教師として活動している。

## スタイル

### 音楽
Völkerballから生まれたHeldmaschineは、音楽的には彼らのアイドルであるRammsteinと非常に似ている。しかし、Rammsteinとの音楽的な比較では、Heldmaschineはエレクトロニックな要素をより強調している。彼ら自身の音楽は、ハードロックやオルタナティブ・メタルなどの関連するスタイルや、ジャーマン・ロックなどの要素を組み合わせている。頻繁に、テクノの要素も使用されます。キーボードの使用は重要であるが、公式にはキーボーディストはバンドのメンバーではない。スタジオでは主にアンドレアス・シャノウスキーがキーボードパートを演奏していたが、ライブではキーボードのコードがテープから再生されている。アルバムLügenのリリースでは、バンドはよりエレクトロの要素に焦点を当てました。

### 歌詞
アルバムの歌詞を見ると、あらゆる形でRammsteinの影響を受けていることがわかります。歌詞はほとんどが曖昧です。アルバム名やバンド名と同じ名前の曲もあります。この曲は、他のバンド、特にRammsteinが以前に扱ったことのある社会批判的なテーマを扱っています。このようにMenschenfresserはカニバリズムや死体の冒涜をテーマにしていますが、ここでも歌詞の曖昧さが前面に出ていて、個人情報の盗難という方向での解釈も可能になっています。アイデアは、時事問題や他の文学作品から得られたものです。例えば、Du darfst das nichtという曲の歌詞のモデルとなったのはStruwwelpeter（「The Story of Thumb Sucker」）などです。アルバム「Rosenrot」の「Hilf mir」の「Du darfst das nicht」や、「Liebe ist für alle da」の「Bückstabü」など、ラムシュタインの曲を強く意識した曲もある。 .
ヴォーカル的には、bassのヴォーカルレンジの曲が多い。

### ステージショー

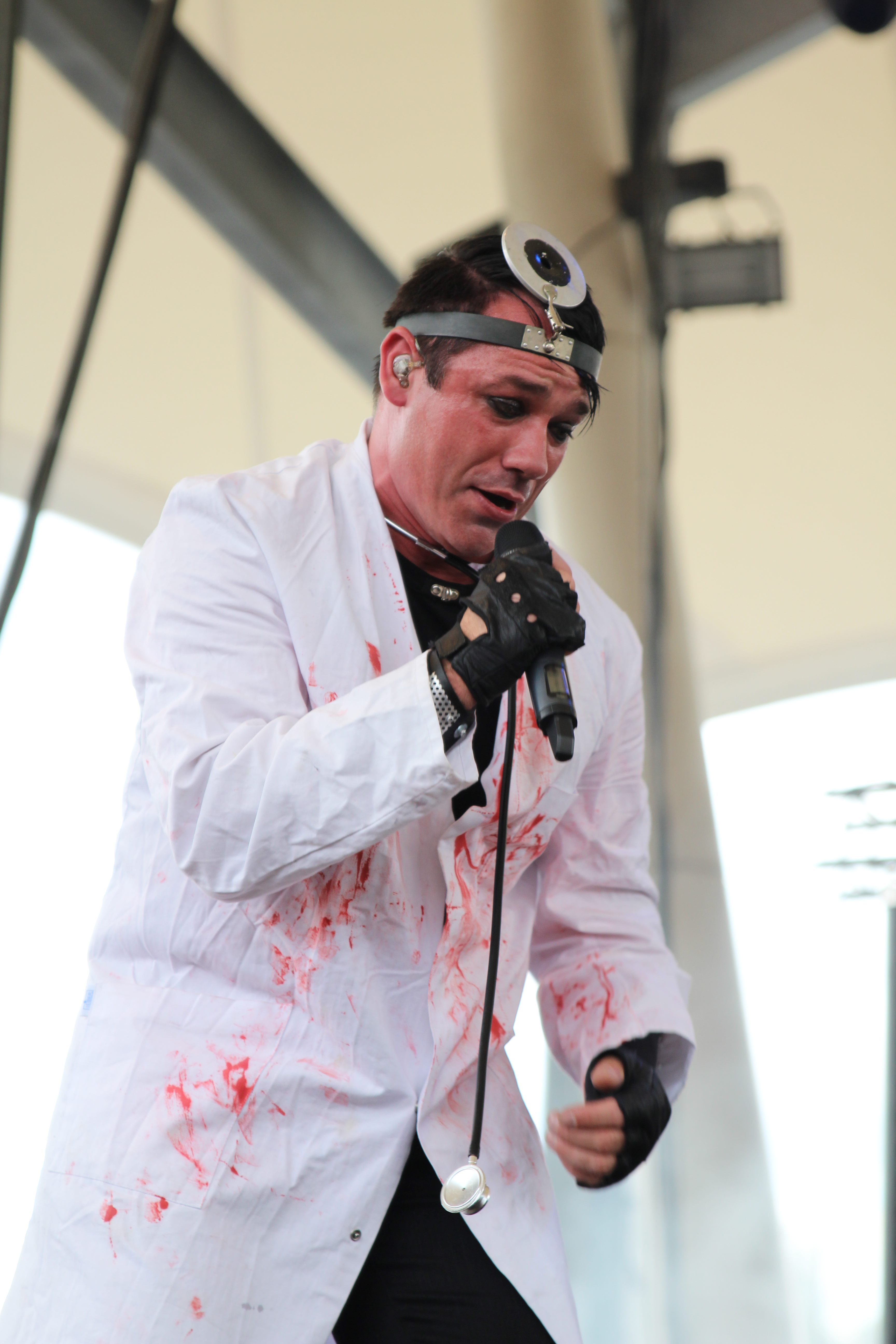
アンラウフによるDoktorのパフォーマンス
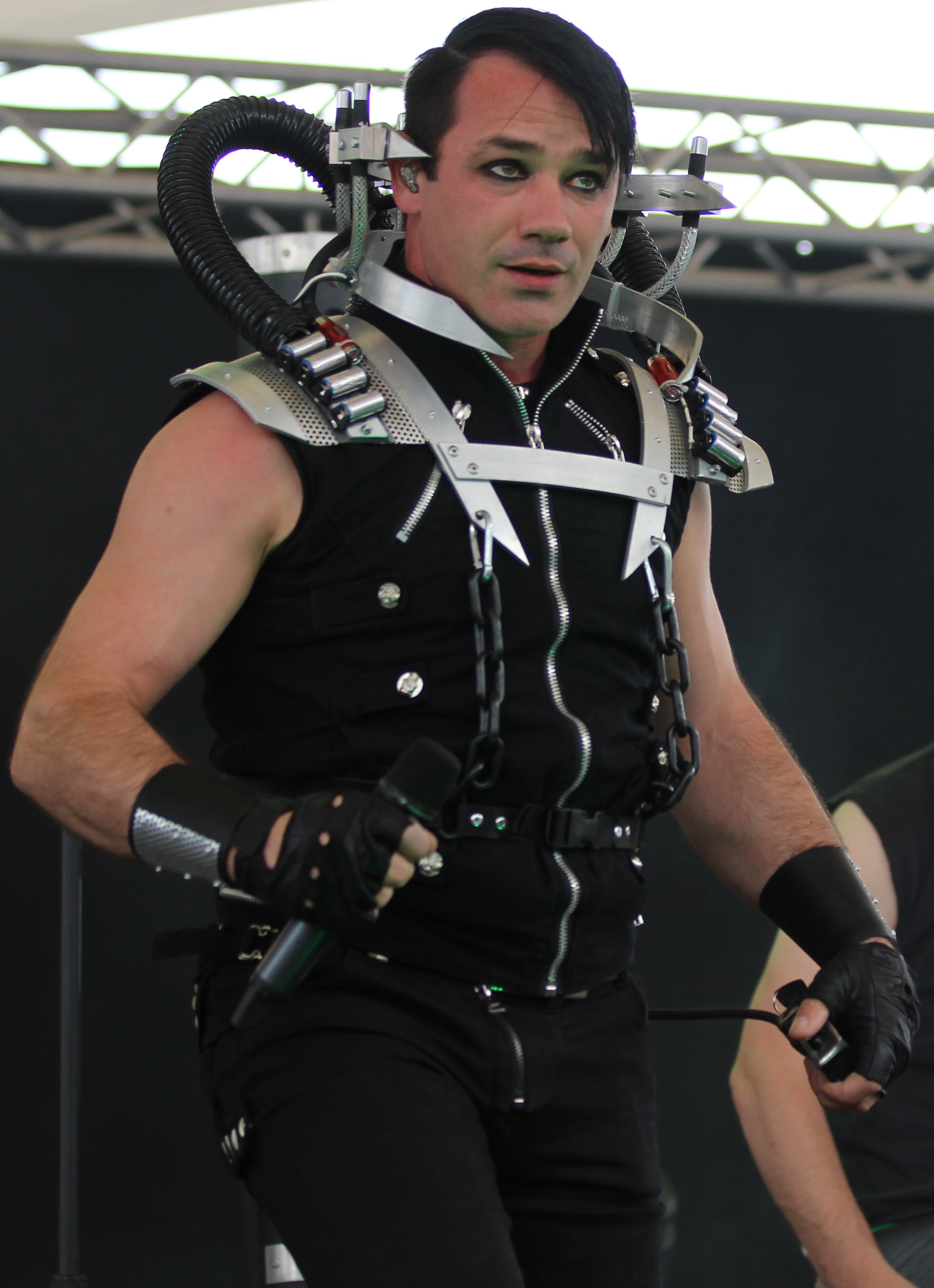
アンラウフのRadioaktivのパフォーマンス
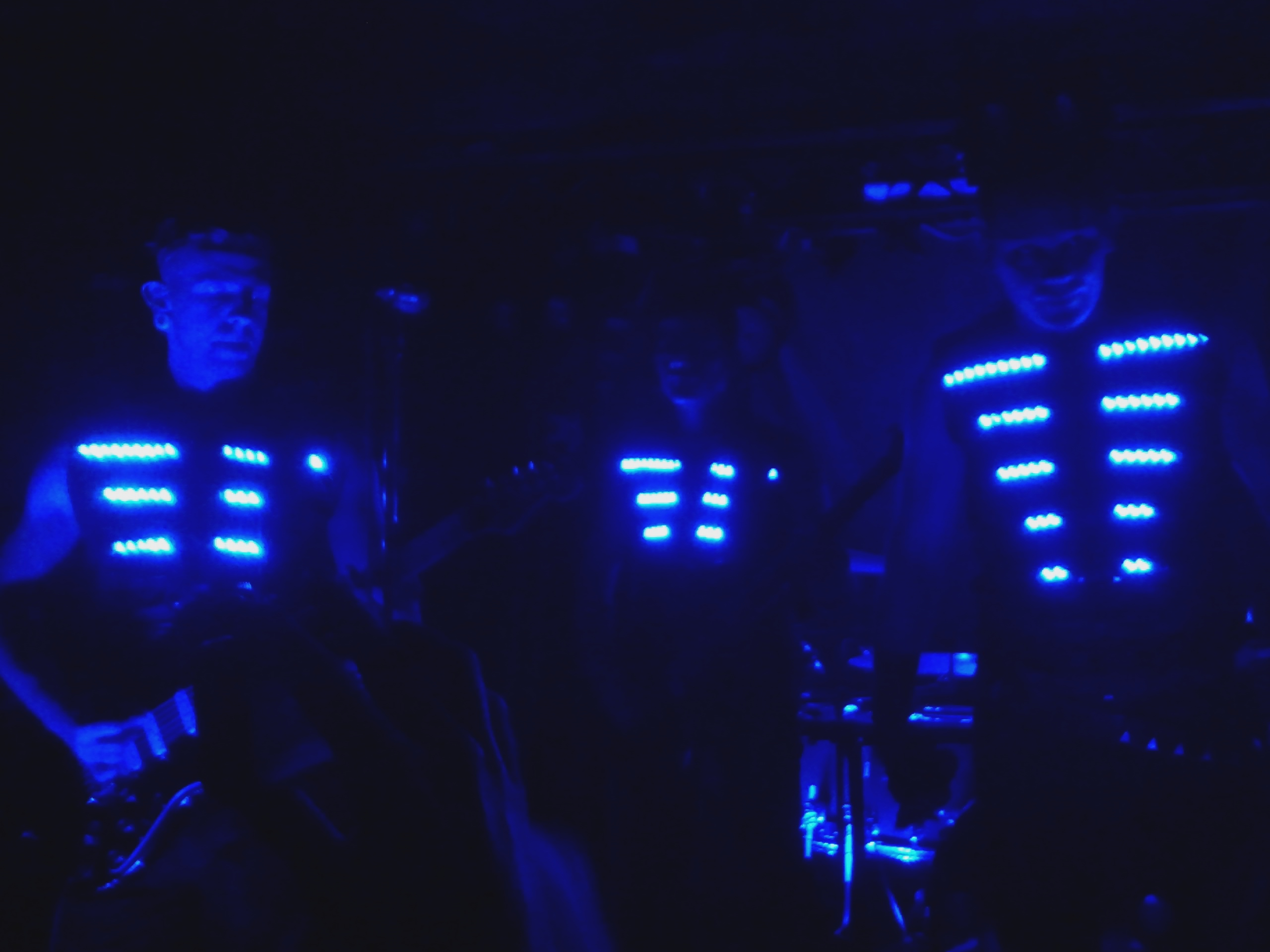
Die Roboterのステージパフォーマンス

ステージのデザインは、アンラウフを中心にすべてバンドが作っていました。当初、小道具はすべてペンキを塗った木で作られていました。ホールでの演奏が多いため，照明効果や人工霧を重視し，パイロテクニクスは使用しない。「Radioaktiv」という曲では、アンラフが肩にかけた装置でホール内にレーザービームを照射した。「Doktor」という曲では、血のついた白い手術着に特大の注射器を身につけている。「Maskenschlacht」では、メンバー全員が白いマスクをかぶり、ステージはブラックライトで照らされている。

## ディスコグラフィー

### アルバム
- 2012： Weichen und Zunder （スイッチと火口）
- 2014年：Propaganda （プロパガンダ）
- 2015年： Lügen （嘘をつく）
- 2016年： Himmelskörper （天体）
- 2018： Live und laut （ライブアンドラウド）
- 2019： Im Fadenkreuz （十字線で）

### EP
- 2019： Volles Brett （フルボード）

### シングル
- 2011： Gammelfleisch （腐った肉、Weichen und Zunderアルバムから）
- 2012： Radioaktiv （ 放射能 、Weichen und Zunderアルバムから）
- 2013年： Weiter！ （さらに！ 、プロパガンダアルバムから）
- 2014：Propaganda（プロパガンダ、プロパガンダアルバムから）
- 2015： Wereinmallügt （誰が一度嘘をつくか、Lügenアルバムから）
- 2015年：Collateral（Lügenアルバムから）
- 2016： Sexschuss （ Sexshot 、Himmelskörperアルバムから）
- 2020年：Radioshow（アルバム以外のトラックから）
- 2021：Lockdown（アルバム以外のトラックから）

### ミュージックビデオ
- 2012： Radioaktiv （放射性）
- 2013： Doktor  (ドクター）
- 2013年： Weiter！ （さらに！ ）。
- 2014年：Propaganda (プロパガンダ)
- 2015： Wereinmallügt （誰が一度嘘をつくか）
- 2015： Maskenschlacht （マスクの戦い）
- 2016： Sexschuss （ Sexshott ）
- 2017： Die Braut、das Meer （花嫁、海）
- 2019： Gottverdammter Mensch （ひどい人間）
- 2020年：Radioshow (ラジオショー)
- 2020年：Lockdown (都市封鎖)

## トリビア
- コリン・ベル（サッカー選手、1961年）2013年から2015年まで、女子サッカー・ブンデスリーガチームの監督。1.FFCフランクフルトは、自他ともに認めるHeldmaschineのファンです。彼は重要な試合の前に、チームのモチベーションを高めるために「Weiter！」という曲を使った。[18]。
- 2015年、ベルはフランクフルトの5人の選手と一緒にHeldmaschineのビデオWer einmal lügtにも出演している。
- 2019年にリリースされた楽曲Maschinenliebeでは、映画『スター・ウォーズ エピソード3/シスの復讐』に登場する映画キャラクターダース・ベイダーの呼吸音などがサンプルとして使用されている。
- 2015年に放送されたリトアニアのダンス-オーディション・ショー 「Dejo ar zvaignzi!」のエピソードの中でも、Heldmaschineという曲は短縮バージョンで聴くことができる。[19]。